# 24 orë
24 orë (njëzetekatër orë; 24 timmar) är en låt på albanska framförd av den kosovoalbanska sångerskan Vesa Luma. Låten är skriven av Big Basta och musiken är komponerad av den makedonske kompositören Darko Dimitrov.
Låten släpptes officiellt i mars 2013, med en musikvideo som publicerades på Youtube. Videon producerades av produktionsbolaget Urban Graphics.